# Rap metal
Genres associés
Nu metal
Le rap metal est un sous-genre musical du rap rock et du metal alternatif mêlant des éléments vocaux et instrumentaux issus du hip-hop et heavy metal.

## Histoire

### Origines et développement
Le rap metal est issu du rap rock, un genre mêlant des éléments vocaux et instrumentaux issus du hip-hop et rock. Les racines du genre sont tracées chez des groupes de hip-hop qui reprenaient des éléments sonores issus de chansons heavy metal, tels que les Beastie Boys, Cypress Hill, Esham,, et Run–D.M.C. ; et chez des groupes rock mêlant heavy metal et hip-hop, comme 24-7 Spyz et Faith No More.
En 1987, le groupe Anthrax, originaire de New York, mêle hip-hop et heavy metal dans leur extended play intitulé I'm the Man, et s'associe avec Public Enemy pour une reprise de leur chanson Bring the Noise mêlant hip-hop et thrash metal. L'année suivante, le rappeur Sir Mix-a-Lot s'associe à Metal Church pour la composition de son single sorti en 1988 Iron Man, inspiré du titre homonyme de Black Sabbath. En 1990, le rappeur Ice-T forme un groupe de heavy metal appelé Body Count. Stuck Mojo, un groupe de metal dont le chanteur rappe, est considéré comme un autre pionnier du genre,.

### Popularité
Les années 1990 assistent à la popularisation du rap metal auprès du grand public. La chanson Epic des Faith No More est un véritable succès commercial et atteint la 9e place du Billboard Hot 100. Par exemple, l'album Evil Empire de Rage Against the Machine atteint le Billboard 200 à la première place en 1996. En 1999, leur troisième album studio, The Battle of Los Angeles, est également classé au Billboard 200 ; il se vend à 430 000 la première semaine. Chaque single de leurs albums est certifié disque de platine.
En 1998, Ice Cube fait paraître son album tant attendu War & Peace Vol. 1 (The War Disc) mêlant des éléments de nu metal et rap metal sur certaines chansons. L'album débute à la 7e place au Billboard 200, avec la vente de 180 000 exemplaires la première semaine. Limp Bizkit, un groupe de nu metal, fait paraître l'album Significant Other qui est classé à la première place du Billboard 200, avec 643 874 exemplaires vendus la première semaine. À sa seconde semaine, il se vend à 335 000 exemplaires de plus.